# Yarmouth 33
Yarmouth 33 är ett reservat i Kanada.   Det ligger i provinsen Nova Scotia, i den sydöstra delen av landet, 800 km öster om huvudstaden Ottawa.
I omgivningarna runt Yarmouth 33 växer i huvudsak blandskog.